# وادي الأحمر
وادي الأحمر من أودية نجد. يقع الوادي بالقرب من مدينة ليلى التابعة لمحافظة الأفلاج. يقع الوادي إلى الشرق من مدينة ليلى وإلى الجنوب من وادي الغيل٬ وهو وادٍ زراعي تقع فيه بعض القرى مثل واسط والأحمر اللتين يصلهما طريق معبد.